# Wilhelm M. Busch
Wilhelm Martin Busch (* 1. September 1908 in Breslau; † 7. Juli 1987 in Hamburg) war ein deutscher Illustrator.

## Biografie
Wilhelm M. Busch war Sohn des Malers Arnold Busch, der an der Breslauer Kunstakademie lehrte. Nachdem er die Schule mit der mittleren Reife abgeschlossen hatte, machte er eine dreijährige Lehre als Dekorationsmaler.
Von 1929 bis 1932 studierte er an der Berliner Akademie für Freie und Angewandte Kunst und wurde Pressezeichner und freischaffender Künstler. Im Zweiten Weltkrieg wurde er als PK-Zeichner eingezogen.
1954 zog er nach Hamburg und wurde Lehrer an der Textil- und Modeschule (später Fachhochschule für Gestaltung). 1984 wurde er vom Hamburger Senat zum Professor ernannt.
1968 erhielt der Zirkus-Aficionado den Saltarino-Preis und 1976 wurde er mit dem Edwin-Scharff-Preis der Freien und Hansestadt Hamburg geehrt.
Bekannt wurde Wilhelm M. Busch vor allem als Illustrator von über 300 Büchern. Er war seit 1936 mit Brigitte Borchert – der Darstellerin aus Menschen am Sonntag – verheiratet; aus der Ehe gingen drei Kinder hervor.
Ein Teil seines schriftlichen Nachlasses befindet sich im Deutschen Kunstarchiv im Germanischen Nationalmuseum in Nürnberg.

## Bücher von Wilhelm M. Busch
- Skizzenbuch St. Pauli
- Circus: Aus einem nachgelassenen Skizzenbuch
- Erotische Szenen aus der Weltliteratur

## Von Wilhelm M. Busch illustrierte Bücher
- Giacomo Casanova Memoiren. Geschichte Meines Lebens
- Jim Dodge Wind in den Zäunen
- Gustave Flaubert: Madame Bovary. Bertelsmann Lesering, München 1963.
- Carl Franz: Der Post-Raub in der Subach begangen von acht Straßenräubern von denen fünf am siebenten October 1824 zu Giessen durch das Schwerdt vom Leben zum Tode gebracht worden sind. Aktenmäßig ausgezogen und bearbeitet von Carl Franz, Criminalgerichtssekretär zu Gießen. Giessen 1825. Mit Illustrationen von Wilhelm M. Busch. Jonas Verlag, Marburg 1986, ISBN 3-922561-49-7.
- Horst Wolfram Geißler Der liebe Augustin
- Johann Wolfgang von Goethe Venetianische Epigramme
- Wilhelm Hauff Märchen und Novellen
- Georg Hermann Kubinke
- Harper Lee Wer die Nachtigall stört
- Eric Malpass Morgens um Sieben ist die Welt noch in Ordnung
- Neil Paterson Ein Mann auf dem Drahtseil
- Wilhelm Raabe Die Chronik der Sperlingsgasse
- Eugen Roth Mensch und Unmensch, Heitere Verse
- Wilhelm Speyer Der Kampf der Tertia
- Julius Stinde Die Familie Buchholz
- Kurt Tucholsky Schloß Gripsholm
- Lachendes Leben: Fibel f. Berliner Kinder / [Zeichngn d. Bilder: Wilhelm [M.] Busch]. 2. Auflage. Berlin: Oehmigke – Berlin: Union. [1939]. 104 S. 1 Titelb.; gr. 8.[4]
- Kommt, singt mit, Liederbuch für Volksschulen, Deutscher Schulverlag GmbH Berlin, Lizenzausgabe des Verlages Merseburger & Co, Leipzig, erschienen nach 15. Dez. 1939
- Till Eulenspiegel, Enßlin & Laiblin Verlag Reutlingen